# Wilhelm Bauer (Politiker, 1890)
Wilhelm Nikolaus Philipp Johann Bauer (* 4. Dezember 1890 in Wiesbaden; † 8. Februar 1965 in Wiesbaden) war ein deutscher Politiker (CDU) und Abgeordneter des Hessischen Landtags.

## Ausbildung und Beruf
Wilhelm Bauer machte nach der Mittelschule eine Lehre als Spengler und Installateur. Im Ersten Weltkrieg diente er als Soldat. Nach dem Krieg legte er 1920 die Meisterprüfung ab und wurde Obermeister, Kreishandwerksmeister und Landesinnungsmeister.

## Politik
Wilhelm Bauer trat 1945 der CDU bei und war für seine Partei in Wiesbaden zwischen 1946 und 1948 ehrenamtlicher Stadtrat. 
Vom 25. Februar 1948, als er für Walter Siara nachrückte, bis zum 30. November 1950 und vom 3. Juli 1951, als er für Erwin Stein, der zum Richter des Bundesverfassungsgerichts gewählt worden war, nachrückte, bis zum 30. November 1958 war er Mitglied des Hessischen Landtags. 1954 war er Mitglied der zweiten Bundesversammlung.

## Sonstige Ämter
Wilhelm Bauer hielt verschiedene Ehrenämter in der Handwerksorganisation. Er war Präsident des Zentralverbandes des Installateur-Handwerks, Vizepräsident der „Union internationale installations sanitaires“ und Mitglied des Handwerksrates des Zentralverbandes des Deutschen Handwerks.